# Лебедев, Даниил Владимирович
Дании́л Влади́мирович Ле́бедев (1914/1915 — 2006) — советский и российский ботаник, генетик растений, историк биологии, библиограф. С конца 1930-х годов занимался борьбой с Лысенко и лысенковщиной.

## Биография
Родился 23 декабря 1914 года (5 января 1915 года по новому стилю) на Украине, в селе Старо-Игнатьевка Мариупольского уезда Екатеринославской губернии. Отец, Владимир Михайлович Лебедев (умер в 1933), был земским врачом, сыном депутата 1-й Государственной думы М. Д. Лебедева. Мать, Анна Исааковна Лебедева (урождённая Сандерс), служила фельдшером в сельской больнице. В 1923 году семья уехала из села. С 1924 года местом жительства семьи стал Иваново-Вознесенск.
В 1931 году окончил школу, после чего работал в тресте «Центромелиострой» практикантом, помощником геоботаника, младшим геоботаником. В 1932 году переехал в Ленинград, год работал помощником геоботаника в Нижневолжской комплексной экспедиции Ботанического института.
В 1933 году Даниил Лебедев поступил на биологический факультет Ленинградского государственного университета, учился на кафедре генетики растений. В 1938 году окончил университет, в этом же году поступил в аспирантуру. Его научным руководителем был сподвижник Николая Вавилова генетик Георгий Дмитриевич Карпеченко, известный генетик, занимавшийся межвидовой и межродовой гибридизацией, активно выступавший против Лысенко. В 1941 году, после ареста Николая Вавилова, Карпеченко, как и многие другие преподаватели университета, был репрессирован и расстрелян. Лебедев, как активный «антилысенковец», был исключён из комсомола и аспирантуры. Избежать репрессий Лебедеву помог парторг биофака, который организовал отъезд Лебедева в Ереван в местный Ботанический институт в распоряжение будущего академика Армена Тахтаджяна.
С 1941 по 1945 год участвовал в Великой Отечественной войне, был начальником штаба стрелкового полка. Начал войну в июле 1941 года под Ленинградом, закончил — в сентябре 1945 года на Дальнем Востоке в звании майора. В 1943 году вступил в ВКП(б). В годы войны был награждён медалью «За оборону Ленинграда» (1943), орденом Отечественной войны I и II степени (1944, 1945, соответственно), орденом Красного Знамени (1945).
Демобилизовался в начале 1946 года. Работал на должности заведующего библиотекой Ботанического института имени Комарова (до 1949 года). Был заместителем и временно исполняющим обязанности директора Библиотеки АН СССР (1949—1952), его непосредственным начальником в этот период являлся Сергей Иванович Вавилов. Вскоре после его смерти Лебедев был исключён из партии и уволен из академии наук.
В июле 1953 года начал работать на должности младшего научного сотрудника группы истории и библиографии ботаники Ботанического института. За период с 1953 по 1978 год Лебедевым было опубликовано около 400 работ по ботанике, истории науки и библиографии, в том числе по ботанической историографии. В 1950—1960-х годах сотрудничал в «Ботаническом журнале», был членом редколлегии.
В 1955 году стал одним из инициаторов и составителей так называемого «письма трёхсот», ставшего впоследствии причиной отставки Лысенко с поста президента ВАСХНИЛ. Судя по тексту письма, к 1955 году Д. В. Лебедев был уже восстановлен в КПСС.
Работал в Ленинградском отделении Института истории естествознания и техники. С 1981 года был учёным секретарём Комиссии РАН по сохранению и развитию научного наследия Н. И. Вавилова. Член Библиотечного Совета при Президиуме Санкт-Петербургского центра РАН, почётный член Российской академии естественных наук (1994), заслуженный Соросовский профессор, член Санкт-Петербургского общества учёных, член Русского ботанического общества. Председатель Совета ветеранов 124-й стрелковой дивизии.
В октябре 1990 года награждён Орденом Ленина.
Скончался 15 июня 2006 года на 91-м году жизни.

## Публикации
Лебедевым было опубликовано более 600 работ. Многие публикации посвящены научному наследию Николая Вавилова и его соратников.
- Лебедев Д. В. Введение в ботаническую литературу СССР: Пособие для геоботаников / Под ред. Е. М. Лавренко. — М.—Л. : Изд-во АН СССР, 1956.
- Лебедев Д. В. От аптекарского огорода до ботанического института: Очерки по истории Ботанического института Академии наук СССР. — М.—Л. : Изд-во АН СССР, 1957.
- Лебедев Д. В. Очерки по ботанической историографии (XIX — начало XX в.) / Отв. ред. М. Э. Кирпичников. — Л.: Наука, 1986. — 165 с. — 1600 экз.
- Лебедев Д. В. Из воспоминаний антилысенковца с довоенным стажем // Репрессированная наука / Под общ. ред. М. Г. Ярошевского. — Л., 1991.

## Семья
- Первая жена — Валерия Алексадровна Лебедева, урождённая ?, физиолог[7]
  - Сын — Александр (род. 1939)[21]
- Вторая жена — Ирина Васильевна Гудовщикова (1918—2000), д. пед. н., специалист в области истории, теории и методики библиографии, работала в Ленинградском институте культуры[19].
  - Сын — Андрей (род. 1950)[21]
- Cестра — Надежда Владимировна Лебедева, жила в Москве[7].
- Дядя по отцу — Платон Михайлович Керженцев (Лебедев), (1881—1940), профессиональный революционер, член РСДР(б) с 1904 года, советский партийный и государственный деятель, оказал влияние на формирование мировоззрения племянника[6][7].